# Hypersomnolence
L'hypersomnolescence est un trouble du sommeil faisant partie des dyssomnies.
Les hypersomnolences sont avant tout un symptôme, présent dans plusieurs affections telles que :
- la narcolepsie[1]
- les hypersomnies idiopathiques[2]
- le syndrome des jambes sans repos[3]
- le syndrome d'apnée du sommeil
- le syndrome de Kleine-Levin[4]
- certaines formes de dépression nerveuse